# Marvel vs. Capcom 3: Fate of Two Worlds
Marvel Vs. Capcom 3: Fate Of Two Worlds é um jogo de luta crossover desenvolvido pela Capcom. Ele apresenta os próprios personagens da Capcom e personagens de histórias em quadrinhos americanos da Marvel Comics. É o quinto da franquia Marvel Vs. Capcom, o oitavo jogo da série Vs, o primeiro a ser exclusivo para consoles, e o segundo na série VS à usar gráficos tridimensionais em uma área de batalha em duas dimensões.
O jogo, é produzido e dirigido por Ryota Niitsuma, que havia trabalhado anteriormente em Tatsunoko Vs. Capcom: Ultimate All-Stars, e possui as mesmas mecânicas aceleradas de combate dos jogos anteriores da série, juntamente com os novos métodos de jogabilidade destinados à tornar o jogo mais acessível para os novos jogadores. A Capcom prometeu lutas com times de três contra três e um enredo robusto. O jogo foi lançado para o PlayStation 3 e pro Xbox 360 em 15 de fevereiro de 2011 nos Estados Unidos, 18 de fevereiro de 2011 na Europa e 22 de fevereiro de 2011 no Brasil. Em março de 2011, o jogo havia vendido 2 milhões de unidades em todo o mundo. Em 20 de julho de 2011, a Capcom anunciou Ultimate Marvel Vs. Capcom 3, sendo lançado em novembro de 2011, apresentando personagens e estágios adicionais, além de retoques na jogabilidade e novos modos de jogo com um preço baixo.

## História
O Doutor Destino, tendo reunido os maiores vilões do Universo Marvel, junta forças com Albert Wesker, que havia feito o mesmo no universo da Capcom, a fim de unir os dois mundos, para que eles possam conquistar ambos. No entanto, esta ação, desperta uma grande e poderosa ameaça que poderia destruir os dois mundos. Cabe aos heróis, da Marvel e da Capcom, pôr um fim a este mal antes que seja tarde demais.

## Jogabilidade
Marvel Vs. Capcom 3 é um jogo de luta onde até dois jogadores, competem em uma batalha com personagens que possuem seus próprios estilos de combate e ataques especiais. O jogo apresenta o mesmo recurso de equipe, baseado nas versões anteriores da série, onde cada jogador escolhe três personagens que podem ser trocados a qualquer momento durante uma luta, e utiliza uma forma de seleção chamada "Envolvido Vs. Sistema de Combate", uma versão modificada dos sistemas anteriores, visto nos outros jogos de crossover: Marvel Vs. Capcom e Capcom Vs. SNK. É o primeiro jogo da franquia à caracterizar modelos de personagens tridimensionais em vez dos sprites bidimensionais, embora a jogabilidade permaneça restrita à duas dimensões, permitindo que os personagens se movam apenas para trás, para frente ou para cima.
Ao contrário de Marvel Vs. Capcom 2, que contou com: quatro botões de ataque, separados, sendo, dois pares de socos e chutes, fracos e fortes, Marvel Vs. Capcom 3 usa uma versão simplificada, com o esquema de controle, funcionando com: três botões de funções indefinidas com um ataque fraco, um médio e um forte criado em Tatsunoko Vs. Capcom: Ultimate All-Stars, onde a Capcom acredita que irá "derrubar o muro dos controles complicados e abrir o campo da estratégia de combate pra todos os interessados", assim como, o novo Exchange: um botão usado para lançar os adversários pro ar, mudar de personagem ao executar um combo ou jogar o adversário no chão quando são utilizados por determinados personagens. Os jogadores podem usar cada botão para encadear ataques combinados, bem como, realizar movimentos especiais, utilizando uma combinação de botões pressionados e movimentos no controle. No ataque dos personagens, seus golpes enchem a barra de energia que poderá ser utilizada pelo jogador para executar poderosos Hyper Combos e o Time de Combos, que poderão envolver múltiplos personagens. Marvel Vs. Capcom 3 irá apresentar um "Modo Simples", que permite aos jogadores principiantes, executar combos e movimentos especiais facilmente à custa das limitações de um personagem. O jogo também inclui o "Modo de Missão", que apresenta desafios específicos para cada personagem, voltado para ajudar os jogadores à explorar o sistema de controle normal e prepará-los para jogar contra outras pessoas e o "Modo Sombra": uma série de pacotes para download que permite ao jogador lutar contra um time de adversários de uma Inteligência Artificial, programada após o desenvolvimento da equipe da Capcom, com suas técnicas e preferências, que de acordo com a Capcom, trará jogadores famosos na cenas de luta.
Marvel Vs. Capcom 3 apresenta o Modo Arcade para um jogador, que é mais robusto que os seus antecessores, com finais exclusivos para cada personagem. Os jogadores irão usar suas equipes de três personagens para derrotar uma série de oponentes, controlados pela Inteligência Artificial, antes de lutar contra o último chefe do jogo: Galactus. Cada personagem possui sua própria sequência final, alcançada após a conclusão do Modo Arcade. A Marvel afirmou que Marvel Vs. Capcom 3 estará "totalmente à serviço do fã", e planeja trabalhar com a Capcom, para incluir diálogos divertidos e meios de se corresponder através dos seus eventos, entre os personagens da empresa, que fazem uma referência às histórias do passado da Marvel Comics. O autor de quadrinhos, Frank Tieri, escreverá a história, os diálogos e os finais para o jogo.
Marvel Vs. Capcom 3 inclui um modo de jogo online, usando o Xbox Live da Microsoft e a Playstation Network da Sony. Marvel Vs. Capcom 3 também apresenta um recurso online chamado Cartões de Licença. Os cartões mantém a sequência das tendências do jogador, com base no seu estilo de luta, que é determinada por cinco categorias: estabilidade, ofensiva básica, ofensiva avançada, defesa básica e defesa avançada. Eles também registram os pontos do jogador e o número total de vitórias e derrotas, permitindo aos jogadores ver os pontos positivos e negativos dos seus estilos de jogo.

## Personagens
O jogo apresenta novos e antigos personagens da série Marvel Vs. Capcom, com o acompanhamento de obras de arte feitas pelo artista promocional da Capcom, Shinkiro. A lista completa do seu conteúdo apresenta 36 personagens. Dois outros personagens, foram anunciados como um conteúdo para download. Ryota Niitsuma declarou, em agosto de 2010, que a lista teria sido finalizada, porém, a demanda dos fãs pode afetar a DLC. Personagens retornaram e possuem mudanças distintas no estilo de jogo, tais como: o Hulk ser capaz de executar combos constantes no ar, o escudo do Capitão América retornar provocando danos após ser lançado, o disparo do Shinkuu Hadouken do Ryu vir de ângulos diferentes, o Homem de Ferro poder disparar o Proton Cannon em um ângulo de 45° e Jill Valentine ter um novo conjunto de movimentos baseados em sua aparição em Resident Evil 5.
| Marvel           | Capcom             |
| Capitão América  | AkumaPD            |
| Deadpool         | Albert Wesker      |
| Dr. Destino      | Amaterasu          |
| Dormammu         | Arthur             |
| Hulk             | Chris Redfield     |
| Homem de Ferro   | Chun-Li            |
| Magneto          | Crimson Viper      |
| M.O.D.O.K.       | Dante              |
| Fênix            | Felicia            |
| SentinelaPD      | Hsien-KoPD         |
| Mulher-Hulk      | Jill Valentine DLC |
| Shuma-Gorath DLC | Mike Haggar        |
| Homem-Aranha     | Morrigan Aensland  |
| Tempestade       | Nathan Spencer     |
| Super-Skrull     | Ryu                |
| TreinadorPD      | Trish              |
| Thor             | Tron Bonne         |
| Wolverine        | Viewtiful Joe      |
| X-23             | Zero               |
| Galactus*        |                    |

↑DLC : Disponível como um conteúdo baixável.
↑PD : Personagens secretos desbloqueáveis.
↑* :Personagem jogável apenas em Ultimate Marvel Vs. Capcom 3.

### Personagens ausentes
Personagens confirmados por Niitsuma de estarem ausentes do jogo, até agora, incluem os monstros Tyrant e Nemesis da série Resident Evil, citando preocupações de que a sua inclusão poderia mudar a classificação do conteúdo do jogo, assim como, os membros principais do Quarteto Fantástico da Marvel, que foram excluídos por sugestão da empresa, no momento, por razões não reveladas. Frank West, do jogo Dead Rising, foi inicialmente incluído no jogo, porém, foi retirado no final do desenvolvimento, devido ao trabalho extra necessário à natureza dos seus movimentos. Niitsuma também planejava incluir o Surfista Prateado, porém, a equipe não conseguia encontrar uma maneira de incorporar sua prancha no motor do jogo. Eles consideraram adicioná-lo sem ela, porém, acharam que ele ficaria muito semelhante ao Homem de Gelo. Mega Man também foi descartado, em favor do Zero, para representar a franquia. Niitsuma sentiu que o Zero teve uma maior variação em seus movimentos. Niitsuma também afirmou que os personagens originais de Marvel Vs Capcom 2, tais como, Amingo e Ruby Heart, não iriam aparecer. Niitsuma declarou também, que cerca de, um terço do Roster será composto por personagens que não aparecem em Marvel Vs Capcom 2. Frank Tieri confirmou que a Marvel teria permitido o uso pleno da sua biblioteca de personagens para ele escrever os enredos e que vários personagens não jogáveis, como o Quarteto Fantástico, Motoqueiro Fantasma e o Homem-Coisa, fariam aparições nos estágios e nos finais. Apesar de suas exclusões iniciais, Nemesis, Frank West e o Motoqueiro Fantasma, mais tarde, se tornariam personagens jogáveis em Ultimate Marvel Vs. Capcom 3.

## Desenvolvimento

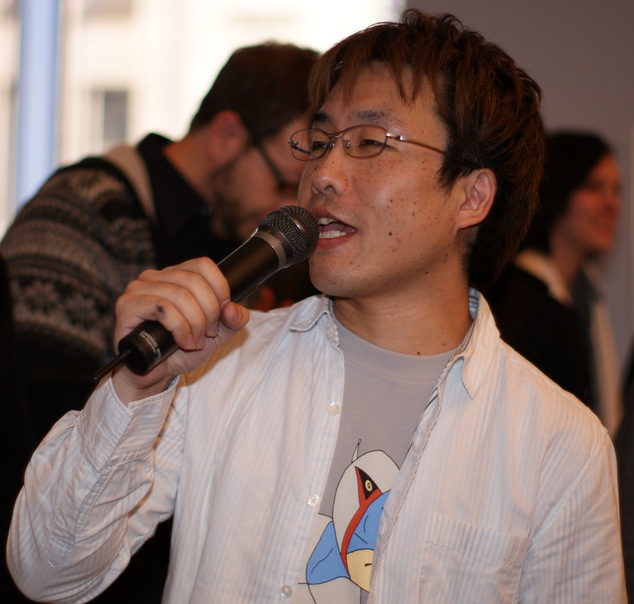
Ryota Niitsuma, cujos trabalhos incluem Street Fighter IV e Tatsunoko Vs. Capcom, atua como produtor do jogo.

Ryota Niitsuma, cujos trabalhos incluem Street Fighter IV e Tatsunoko Vs. Capcom, atua como produtor e diretor do jogo. Marvel Vs. Capcom 3 foi anunciado, pela primeira vez, na imprensa, no evento Capcom Captivate no Havaí, em abril de 2010, revelando o jogo ao público, uma semana mais tarde, após o impedimento de informações imposto à companhia. Foi revelado que o jogo estava em desenvolvimento desde o verão de 2008, quando a Capcom readquiriu a licença da Marvel, após um período de questões jurídicas, que colocou a série num hiato de quase uma década. Ryota Niitsuma, que anteriormente havia dirigido a produção de Tatsunoko Vs. Capcom: Ultimate All-Stars, firma-se como diretor e produtor do novo projeto, que recebeu o sinal verde depois de "anos e anos da demanda dos fãs incansáveis". Niitsuma afirmou que construiu o jogo a partir do zero, usando o mesmo mecanismo de jogo (MT Framework) visto em Resident Evil 5 e Lost Planet 2, que ele descreve como "o maior mecanismo que um jogo de luta já teve sob a capa".
A filosofia de estilo da Capcom para Marvel Vs. Capcom 3, era fazer um jogo que iria estender a mão para aqueles que foram os fãs de longa data da série, e ao mesmo tempo, expandir a sua base de usuários para aqueles que podem estar familiarizados com os personagens não representados nos jogos de luta em geral. Em particular, o presidente da empresa, Keiji Inafune, expressou o desejo de apelar para uma audiência mundial. Ao contrário dos jogos anteriores da série, a Capcom não possui atualmente, planos para uma versão Arcade, e se concentrará inicialmente, apenas nas versões de console para o Playstation 3 e pro Xbox 360 e espera vender 2 milhões de unidades do game, mundialmente em ambas as plataformas. Niitsuma foi perguntado se ele planeja lançar o jogo em outros consoles, além do Playstation 3 e do Xbox 360, no qual ele respondeu: "Se o jogo vender bem, existirá a possibilidade de ser lançado para o Nintendo Wii também". Além disso, Niitsuma afirmou: "Se a versão for bem sucedida, uma versão Arcade será considerada".
Além da completa transição para os modelos 3D, vários personagens também tiveram seus estilos atualizados: o Homem de Ferro ostenta agora sua armadura Extremis em oposição ao Armor Modular, que ele usava nos títulos anteriores, o Thor é visto nos seus trajes da fase Reborn e o Wolverine agora usa o seu traje desenvolvido por John Cassaday, projetados recentemente em Astonishing X-Men, em vez do traje dos anos 90. Funcionários da Marvel haviam trabalhado rigorosamente com a equipe de desenho de arte da Capcom, para garantir que cada personagem estivesse devidamente representado. Cada personagem jogável terá também, uma variedade de trajes alternativos ou uma troca de cores para se escolher. Ambos, Marvel e Capcom, haviam discutido a possibilidade de uma adaptação em quadrinhos do jogo, através da UDON, onde o gerente do projeto, Jim Zubkavich afirmou que, provavelmente, ela estaria disponível sob a forma de quatro para doze edições de uma minissérie.
Uma edição especial do jogo também está sendo produzida, na qual incluirá: uma caixa metálica, um livro de arte, incluindo um prólogo em quadrinhos de 12 páginas escrito por Tieri, uma assinatura de um mês nos Quadrinhos Digitais da Marvel (Marvel Digital Comics) e senhas resgatáveis para os downloads gratuitos de Jill Valentine e Shuma-Gorath, que serão disponibilizados em 15 de março. Ryota Niitsuma afirmou que a demanda dos fãs pode afetar os DLCs futuros. Entretanto, o DLC não será limitado apenas para personagens. A Capcom anunciou DLCs com alguns trajes para os personagens, que estarão disponíveis em 1° de março de 2011 por 5 dólares na PSN ou 400 Pontos Microsoft na XBL. O primeiro pacote contém novos uniformes para Ryu, Thor, Dante, Homem de Ferro, Chris Redfield e Capitão América. O lançamento do primeiro pacote com os trajes, coincidiu com o lançamento do "Modo Sombra" e o "Modo Evento", disponível para download, será lançado em 25 de março.
Em 20 de julho de 2011, a Capcom anunciou uma versão superior do jogo, Ultimate Marvel Vs. Capcom 3, prevista para ser lançada em novembro de 2011 a um preço com descontos. O jogo adiciona: doze novos personagens jogáveis, oito estágios e novos modos de jogo, bem como, melhorias para equilibrar o jogo e funcionalidades online.

## Recepção crítica
Na E3 de 2010, Marvel Vs. Capcom 3: Fate Of Two Worlds foi o vencedor do Game Critics Awards, na categoria de Melhor Jogo de Luta. Ele também ganhou o prêmio de Melhor Jogo de Luta pela IGN, 1UP.com, X-Play e G4.
As críticas haviam sido globalmente positivas, com as pontuações no Metacritic de 85 e 86 para as versões de Xbox 360 e PlayStation 3, respectivamente. O IGN deu ao jogo uma pontuação de 8,5 e o prêmio "Escolha do Diretor", o louvando pelo equilíbrio e profundidade, porém, criticando a falta de extras em relação aos últimos jogos de luta. OGamesMaster deu ao jogo uma pontuação de 90%, chamando-o de "o jogo de luta 2D, mais explosivo e excepcional, que agradou os fãs que o mundo já viu". O GamesRadar deu ao jogo a nota 9/10, chamando-o de "um digno sucessor de Marvel Vs. Capcom 2". O 1UP.com deu ao jogo a classificação A, chamando-o de "às vezes mais econômico e poderoso, porém, muito mais divertido que Super Street Fighter IV". O PSM3 deu ao jogo uma pontuação de 79%, criticando o estilo caótico que o jogo cria, tornando-se difícil para os jogadores casuais que querem apenas se distrair. A Edge deu ao jogo a nota 7/10, dizendo que "a falta do bônus significativo, sugere que a Capcom tem apostado em formas lucrativas cada vez mais sedutoras, através da DLC para aumentar as vendas". O Game Informer deu ao jogo a nota 9.25 e o nomeou como o seu "Jogo do Mês". O jogo foi elogiado pela sua jogabilidade agradável e renovada, um elenco mais diversificado de personagens e suas formações e o modo simples para os novos jogadores, e foi criticado pelos seus finais e a falta de modos online.

## Ultimate Marvel Vs. Capcom 3
Ultimate Marvel Vs. Capcom 3 foi uma atualização de Marvel Vs. Capcom 3: Fate Of Two Worlds lançada em novembro de 2011. O jogo inclui todos os 36 personagens do jogo original, bem como, 12 novos lutadores. Shuma-Gorath e Jill Valentine, os dois personagens lançados como um conteúdo baixável em março de 2011, também retornam como DLC.
Dentre os 12 novos personagens, um deles é um lutador dos jogos anteriores da série: Strider Hiryu. Os outros personagens são: Doutor Estranho, Firebrand, Frank West, Motoqueiro Fantasma, Punho de Ferro, Gavião Arqueiro, Nemesis, Nova, Phoenix Wright, Rocket Raccoon e Vergil.